# Jan Broek
Jan Otto Marius Broek (Utrecht, 1904 - Berkeley, 1974) was een Nederlandse sociaal-geograaf.
Jan Broek werd in 1904 in Utrecht geboren. Hij studeerde sociale geografie in Utrecht bij Louis van Vuuren. In die tijd was hij lid van de Vereniging van Utrechtse Geografie Studenten. Hij vervulde eind jaren '20 tot driemaal een jaarlijkse bestuursfunctie.
Na zijn studie vertrok hij naar de Verenigde Staten met een Fellowship van de Rockefeller Foundation. Het door hem in Californië verzamelde materiaal over de ontwikkeling van het cultuurlandschap was de grondslag voor zijn dissertatie ‘The Santa Clara Valley. A study in landscape changes’, waarop hij in 1932 bij Van Vuuren promoveerde. Opzet en ideeën van deze studie waren sterk beïnvloed door de opvattingen van Carl Ortwin Sauer (zie culturele geografie). Broek beschreef daarin de veranderingen in het landschap door uit te gaan van de verschillende elkaar opvolgende bewoningsfasen. De Santa Clara Valley zou later omgedoopt worden tot Silicon Valley door de snelle groei van de computerindustrie in dat gebied. In 1936 werd Broek Assistant Professor bij Sauer in Berkeley.
Toen in 1946 de leerstoel sociale geografie in Utrecht vacant door het vertrek van Van Vuuren, werd Broek zijn opvolger. Hij introduceerde de Amerikaanse literatuur in het universitaire lesprogramma, dat tot dan toe nog sterk op de Franse en Duitse geografie was georiënteerd. Broeks hoogleraarschap in Utrecht was slechts van korte duur. Hij was te zeer vertrouwd geraakt met de Amerikaanse context en aanvaardde in 1948 een benoeming als hoogleraar in Minnesota. Hij doceerde daar tot 1970.
Broek was een zeer veelzijdig geograaf. Zijn belangrijkste publicaties lagen op het gebied van de culturele geografie en de historische geografie. Aan het einde van zijn wetenschappelijke carrière publiceerde hij met John Webb A Geography of Mankind (1968) een handboek voor studenten geografie dat zeer succesvol was. Het boek viel op door zijn thematische aanpak van de sociaal-culturele verscheidenheid in de wereld.
- Bibsys: 90074730
- CiNii: DA00985682
- Gemeinsame Normdatei: 142210811
- International Standard Name Identifier: 0000 0001 0869 8712
- Library of Congress Control Number: n50041263
- Bibliotheek van het Japanse parlement: 00434450
- Nationale Bibliotheek van Israël: 987007274274505171
- Nederlandse Thesaurus van Auteursnamen: 071969330
- SNAC: w66q69rs
- Système universitaire de documentation: 071354247
- Trove: 796401
- Virtual International Authority File: 11091569
- WorldCat: E39PBJvT3c8WVTQPTgtwct69Xd